# ساركومة عنقودية
الساركومة العنقودية أو الورم الغرني العنقودي هي نوع فرعي من أنواع سرطان الرحم العضلي الجنيني التي تظهر في الجدران المجوفة المبطنة بغشاء مخاطي مثل البلعوم الأنفي والقناة الصفراوية والمثانة البولية للرضع والأطفال الصغار أوالمهبل في الإناث وعادة ما يظهر في أعمار أقل من 8 سنوات.

## الخصائص الطبية
نزيف المهبل هو أشهر أعراض سرطان المهبل العنقودي؛ ولكنه ليس مميزا لسرطان المهبل العنقودى فقط. ويظهر هذا الورم ككتلة صفراء اللون غير قابلة للتفتيت والتي تؤدى بدورها إلى حدوث هذا النزيف.

### علم الأنسجة
تحت المجهر يمكن رؤية خلايا الأرومة العضلية المخططة التي قد تحتوي على التقاطعات، وتزدحم خلايا الورم في طبقة متميزة تحت النسيج المبطن للمهبل -ظهارة المهبل- (طبقة السمحاق).

### العلاج والتشخيص
كان يعد هذا المرض قاتلًا مع معدل بقاء 5 سنوات بين 10 و 35 % من المصابين؛ ونتيجة لذلك كان العلاج جراحة جذرية لاستئصال الورم، ويستخدم الآن دواء جديد للعلاج الكيميائى مع أو بدون العلاج الإشعاعى مع إجراء جراحة أيضًا وأظهرت هذه الطريقة نتائج جيدة مع أن نتائج البيانات ليست متاحة بعد.

### علم الأوبئة
توجد عادة الساركومة العنقودية في الأطفال دون سن 8 سنوات. وتظهرالأعراض عند سن 3 سنوات في المتوسط،وقد تم تسجيل الساركومة العنقودية عند نساء أكبر سنًا.